# De Winkel (polder)
De Winkel is een polder in de Nederlandse provincie Utrecht ten noorden van Baambrugge. Het waterschap werd in 1964 samengevoegd in het waterschap Baambrugge Westzijds.
Het gebied grenst in het noorden aan de Winkel. De A2 doorkruist de kleine polder.

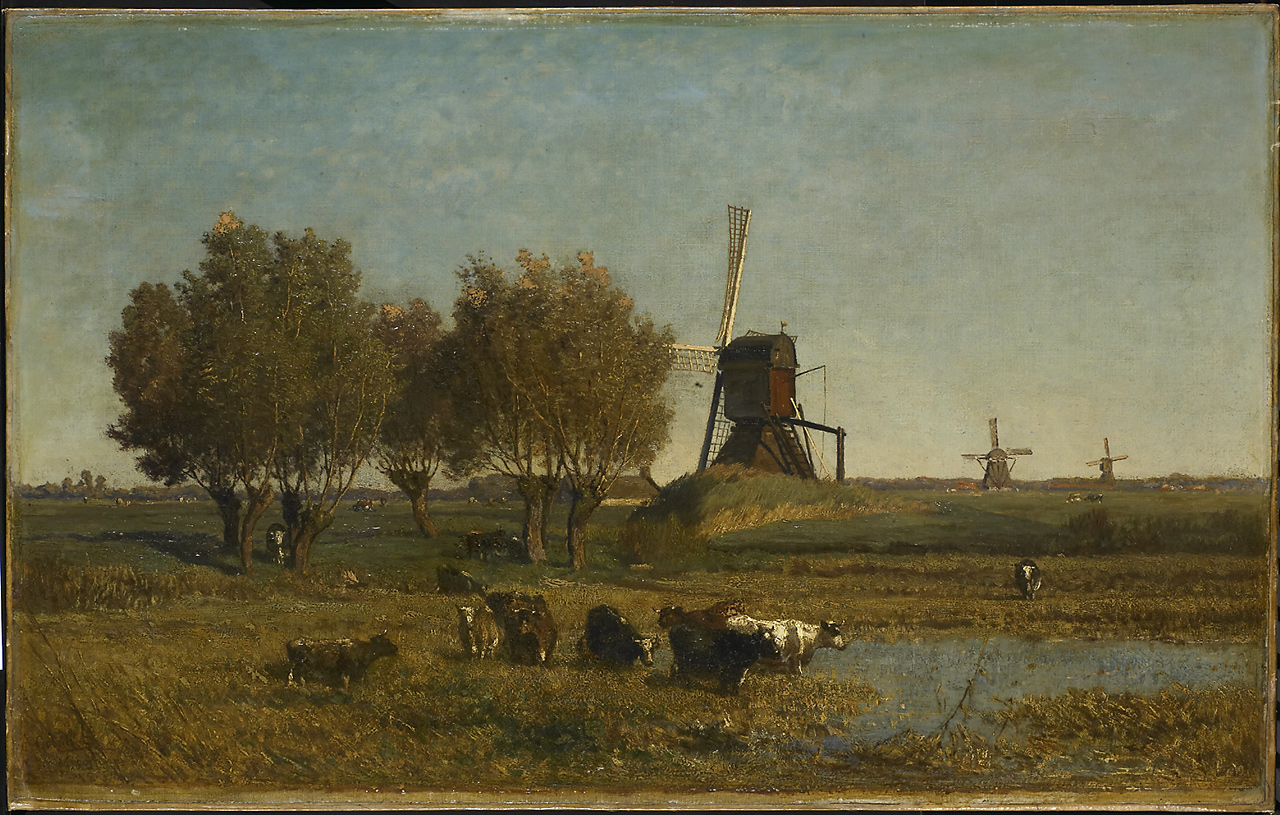
Paul Gabriël: De Winkel bij Abcoude